# Ernest Joy
Pour les articles homonymes, voir Joy.
Ernest Joy est un acteur américain né le 20 janvier 1878 en Iowa (États-Unis), mort le 12 février 1924 à Los Angeles (Californie).

## Filmographie
- 1911 : Hands Across the Sea in '76
- 1913 : The Tomboy's Race
- 1913 : L'Article 47
- 1913 : An Accidental Clue
- 1913 : The Helping Hand
- 1913 : Romance and Duty
- 1913 : A Man's Awakening
- 1913 : The Prisoner of the Mountains
- 1913 : Helen's Stratagem
- 1914 : Educating His Daughters
- 1914 : Sorority Initiation
- 1914 : The Thief and the Book
- 1914 : The Power of the Mind
- 1914 : Just a Song at Twilight
- 1914 : The Clerk
- 1914 : The Reform Candidate
- 1914 : The Stronger Hand
- 1914 : Atonement
- 1914 : In the Spider's Web
- 1914 : His Punishment
- 1914 : Salomy Jane : Marbury
- 1914 : Cameo Kirby : Aaron Randall
- 1915 : Mignon : Laertes
- 1915 : The Goose Girl : Hans
- 1915 : After Five
- 1915 : The Country Boy : Judge Belknap
- 1915 : Snobs : Mr. Phipps
- 1915 : The Woman (en) de George Melford : The Hon. Matthew Standish
- 1915 : Stolen Goods (en) de George Melford
- 1915 : The Wild Goose Chase : Mr. Randall
- 1915 : Le Poing d'honneur (Chimmie Fadden) de Cecil B. DeMille : Van Cartlandt, A Millionaire
- 1915 : The Clue : Count Boris Ruloff
- 1915 : The Voice in the Fog : Mr. Killigrew
- 1915 : Armstrong's Wife de George Melford : Detective
- 1915 : Chimmie Fadden Out West : Mr. Van Courtlandt
- 1915 : The Immigrant (en) : Walton's partner
- 1915 : Temptation
- 1915 : The Golden Chance : Mr. Hillary
- 1916 : Pudd'nhead Wilson : Judge Driscoll
- 1916 : The Blacklist : Mark Norton
- 1916 : The Sowers : Count Egor Strannik
- 1916 : The Race : Mr. Anderson
- 1916 : Le Cœur de Nora Flynn (The Heart of Nora Flynn) : Brantley Stone
- 1916 : Maria Rosa : Carlos
- 1916 : The Clown : Judge Jonathan Le Roy
- 1916 : The Dupe : Mr. Strong
- 1916 : The Heir to the Hoorah : Mr. Marshall
- 1916 : Unprotected : Gov. John Carroll
- 1916 : The Victoria Cross : Sir Allen Strathallen
- 1917 : Jeanne d'Arc (Joan the Woman) : Robert de Beaudricourt
- 1917 : Each to His Kind : Col. Marcy
- 1917 : The American Consul : Senator James Kitwell
- 1917 : The Silent Partner : David Pierce
- 1917 : The Inner Shrine : Undetermined Role
- 1917 : Le Sacrifice de Sato (Forbidden Paths) de Robert Thornby : l'ambassadeur américain
- 1917 : The Squaw Man's Son : Lord Kerhill
- 1917 : Hashimura Togo : District Attorney
- 1917 : Little Miss Optimist : John West
- 1917 : Œil pour œil (en) (The Call of the East) de George Melford : Col. Bassett
- 1917 : Nan of Music Mountain (en) de Cecil B. DeMille: Lefever
- 1917 : The Devil-Stone
- 1918 : Jules of the Strong Heart : Jack Liggitt
- 1918 : Rimrock Jones : Jepson
- 1918 : One More American : Mr. Fearing
- 1918 : The House of Silence : Leroy
- 1918 : The Goat de Donald Crisp
- 1918 : Un drame au pays de l'ivoire (en) (The White Man's Law) de James Young Sir Harry's Father
- 1918 : Believe Me, Xantippe (en) de Donald Crisp : Thornton Brown
- 1918 : L'Illusion du bonheur (We Can't Have Everything) : Heavy
- 1918 : The Firefly of France : Aide to Von Blenheim
- 1918 : The Goat : Studio Manager
- 1919 : Johnny Get Your Gun (en) de Donald Crisp : Lawyer Cotter
- 1920 : The Dancin' Fool : Tom Reed
- 1920 : A Lady in Love : Gilbert Rhodes
- 1920 : Notorious Miss Lisle : Major Lisle
- 1920 : What's Your Hurry? : Undetermined Role